# Angelbachtal
Angelbachtal è un comune tedesco di 4 984 abitanti, situato nel distretto di Kraichgau, tra Sinsheim e Bruchsaldel e nella land Baden-Württemberg.